# Žabar
Žabar (cyr. Жабар) – wieś w Serbii, w okręgu maczwańskim, w mieście Šabac. W 2011 roku liczyła 547 mieszkańców.